# Campionati europei di corsa in montagna 2018
I 24esimi Campionati europei di corsa in montagna si sono disputati a Skopje, in  Macedonia, il 1º luglio 2018. Il titolo maschile è stato vinto da Bernard Dematteis mentre quello femminile da Maude Mathys.

## Uomini seniores
Individuale
| Pos.    | Atleta            | Nazione     | Tempo  |
| ------- | ----------------- | ----------- | ------ |
| Oro     | Bernard Dematteis | Italia      | 46'51" |
| Argento | Cesare Maestri    | Italia      | 47'18" |
| Bronzo  | Martin Dematteis  | Italia      | 47'47" |
| 4       | Ferhat Bozkurt    | Turchia     | 48'00" |
| 5       | Andrew Douglas    | Regno Unito | 48'14" |
| 6       | Christian Mathys  | Svizzera    | 48'34" |
| 7       | Emmanuel Meyssat  | Francia     | 48'47" |
| 8       | Francesco Puppi   | Italia      | 49'25" |
| 9       | Jan Janu          | Rep. Ceca   | 50'09" |
| 10      | Manuel Innerhofer | Austria     | 50'18" |

Squadre
| Pos.    | Squadra     | Punti |
| ------- | ----------- | ----- |
| Oro     | Italia      | 6     |
| Argento | Regno Unito | 28    |
| Bronzo  | Francia     | 37    |

## Uomini juniores
Individuale
| Pos.    | Atleta               | Nazione     | Tempo  |
| ------- | -------------------- | ----------- | ------ |
| Oro     | Gabriel Bularda      | Romania     | 25'45" |
| Argento | Joseph Dugdale       | Regno Unito | 25'52" |
| Bronzo  | Giovanni Rossi       | Italia      | 25'57" |
| 4       | Yusuf Matur          | Turchia     | 26'15" |
| 5       | Ahmet Alkanoglu      | Turchia     | 26'50" |
| 6       | Euan Brennan         | Regno Unito | 26'54" |
| 7       | Theo Detienne        | Francia     | 27'05" |
| 8       | Dylan Ribeiri        | Francia     | 27'16" |
| 9       | Matthew Mackay       | Regno Unito | 27'20" |
| 10      | Francois-Joseph Bove | Francia     | 27'22" |

Squadre
| Pos.    | Squadra     | Punti |
| ------- | ----------- | ----- |
| Oro     | Regno Unito | 17    |
| Argento | Turchia     | 22    |
| Bronzo  | Francia     | 25    |

## Donne seniores
Individuale
| Pos.    | Atleta              | Nazione     | Tempo  |
| ------- | ------------------- | ----------- | ------ |
| Oro     | Maude Mathys        | Svizzera    | 52'32" |
| Argento | Anais Sabrié        | Francia     | 56'41" |
| Bronzo  | Emma Gould          | Regno Unito | 57'48" |
| 4       | Eli Anne Dvergsdal  | Norvegia    | 57'53" |
| 5       | Lucie Marsanova     | Rep. Ceca   | 57'54" |
| 6       | Elise Poncet        | Francia     | 57'54" |
| 7       | Domenika Mayer      | Germania    | 57'57" |
| 8       | Sara Mccormack      | Irlanda     | 58'01" |
| 9       | Alice Gaggi         | Italia      | 58'04" |
| 10      | Clementine Geoffray | Francia     | 58'10" |

Squadre
| Pos.    | Squadra     | Punti |
| ------- | ----------- | ----- |
| Oro     | Francia     | 18    |
| Argento | Rep. Ceca   | 34    |
| Bronzo  | Regno Unito | 39    |

## Donne juniores
Individuale
| Pos.    | Atleta           | Nazione     | Tempo  |
| ------- | ---------------- | ----------- | ------ |
| Oro     | Angela Mattevi   | Italia      | 29'30" |
| Argento | Anna Macfadyen   | Regno Unito | 30'24" |
| Bronzo  | Scarlet Dale     | Regno Unito | 30'30" |
| 4       | Alessia Scaini   | Italia      | 30'48" |
| 5       | Constance Parrot | Francia     | 30'54" |
| 6       | Alexia Hecico    | Romania     | 30'58" |
| 7       | Gaia Colli       | Italia      | 31'04" |
| 8       | Lauren Dickson   | Regno Unito | 31'13" |
| 9       | Loredana Viziteu | Romania     | 31'26" |
| 10      | Emma Vella       | Francia     | 31'35" |

Squadre
| Pos.    | Squadra     | Punti |
| ------- | ----------- | ----- |
| Oro     | Italia      | 12    |
| Argento | Regno Unito | 13    |
| Bronzo  | Francia     | 27    |

## Medagliere
| Posizione | Paese       | Oro | Argento | Bronzo | Totale |
| --------- | ----------- | --- | ------- | ------ | ------ |
| 1         | Italia      | 4   | 1       | 2      | 7      |
| 2         | Regno Unito | 1   | 4       | 3      | 8      |
| 3         | Francia     | 1   | 1       | 3      | 5      |
| 4         | Romania     | 1   | 0       | 0      | 1      |
| 4         | Svizzera    | 1   | 0       | 0      | 1      |
| 6         | Turchia     | 0   | 1       | 0      | 1      |
| 6         | Rep. Ceca   | 0   | 1       | 0      | 1      |